# William Wakefield Baum
William Wakefield Baum (Dallas, 21 november 1926 – Washington, 23 juli 2015) was een Amerikaans geestelijke en een kardinaal van de Rooms-Katholieke Kerk.
Baum werd op 12 mei 1951 tot priester gewijd en begon zijn kerkelijke loopbaan vervolgens in Missouri. Van 1962 tot 1965 diende hij als vicaris van het bisdom Kansas City. Hij nam als expert deel aan het Tweede Vaticaans Concilie.
Op 18 februari 1970 werd Baum benoemd tot bisschop van Springfield-Cape Girardeau; zijn bisschopswijding vond plaats op 6 april 1970. Op 5 maart 1973 werd hij benoemd tot aartsbisschop van Washington.
Baum werd tijdens het consistorie van 24 mei 1976 kardinaal gecreëerd. Hij kreeg de rang van kardinaal-priester. Zijn titelkerk werd de Santa Croce in Via Flaminia. Baum nam deel aan de conclaven van augustus 1978, oktober 1978 en 2005.
Onder paus Johannes Paulus II bleef de ster van Baum rijzen. Op 15 januari 1980 trad hij in dienst van toe tot de Romeinse Curie als prefect van de Congregatie voor de Katholieke Opvoeding. Op 6 april 1990 werd hij benoemd tot grootpenitentiarius van de Paenitentiaria Apostolica, een van de drie hogere rechtshoven binnen de curie, die zich vooral bezighoudt met absoluties en aflaten en als zodanig geldt als een tribunaal van vergeving.
Baum ging op 22 november 2001 met emeritaat. Gedurende de laatste jaren van zijn leven kampte hij met een verslechterende gezondheid, waarbij hij vooral problemen had met zijn gezichtsvermogen.
Baum was de langstdienende Amerikaanse kardinaal ooit.
- Bibliothèque nationale de France: cb12880442h (data)
- Gemeinsame Normdatei: 1166975630
- International Standard Name Identifier: 0000 0000 8344 1426
- Library of Congress Control Number: n80009904
- Nederlandse Thesaurus van Auteursnamen: 093071183
- Istituto Centrale per il Catalogo Unico: PUVV384818
- Virtual International Authority File: 62835849
- WorldCat: E39PBJcWym9FFTFhJjkGGXc3wC